# Polièster
El polièster és una categoria de polímers que contenen el grup funcional èster en la seva cadena principal.
Els polièsters inclouen biopolímers, tals com la cutina de les cutícules de les plantes, així com els sintètics a través de polimerització per creixement en etapes com ara policarbonat (PC), polibutirat (PBAT) o, potser el més conegut de tots els polièsters, el tereftalat de polietilè (PET).
Els polièsters naturals i alguns de sintètics són biodegradables, però la majoria de polièsters sintètics no ho són.
Depenent de l'estructura química, el polièster pot ser un termoplàstic o termoestable, també hi ha resines de polièster curades amb enduridors, però, els polièsters més comuns són termoplàstics.
Teles teixides o de punt de fil o llana de polièster són àmpliament utilitzats en roba i mobles per a la llar, des de samarretes i pantalons, jaquetes i barrets, roba de llit, mantes, mobles entapissats i estoretes per al ratolí d'ordinador. Fibres de polièster industrials, fils i cordes s'utilitzen en els reforços de pneumàtics, teixits per a cintes transportadores, cinturons de seguretat, teixits recoberts i reforços de plàstic amb l'absorció d'alta energia. La fibra de polièster s'utilitza com a material de farciment aïllant a coixins, edredons i farcit de tapisseria. Els polièsters també s'utilitzen per fer ampolles, pel·lícules, roba impermeable, canoes, pantalles de cristall líquid, hologrames, filtres, pel·lícula dielèctrica de condensadors, aïllament de la pel·lícula per al filferro i cintes aïllants. Els polièsters són àmpliament utilitzats com un acabat en els productes de fusta d'alta qualitat, com ara guitarres, pianos i interiors de vehicles i iots. Les propietats tixotròpiques de polièster aspersió aplicables els fan ideals per a ús en fusta de gra obert, ja que poden omplir ràpidament gra de fusta, amb un gruix de pel·lícula d'alt gruix per capa. Els polièsters curats es poden polir amb una alta brillantor i un acabat durador.
Mentre que la roba sintètica, en general, és percebuda per molts amb una menor sensació natural en comparació amb teixits de fibres naturals (com el cotó i la llana), els teixits de polièster poden proporcionar avantatges específics sobre els teixits naturals, com una millor resistència a les arrugues, retenció del color i una alta durabilitat. Com a resultat, les fibres de polièster se centrifuguen a vegades juntament amb fibres naturals per produir un drap amb propietats combinades. Les fibres sintètiques poden també crear materials amb aigua superior, vent i resistència al medi ambient en comparació amb les fibres d'origen vegetal. Els polièsters cristal·lins líquids són un dels primers polímers de cristall líquid utilitzats industrialment. S'utilitzen per les seves propietats mecàniques i de resistència a la calor. Aquestes característiques també són importants en la seva aplicació com un segell abrasible en motors de reacció.
Aquesta fibra és suau i molt resistent, i no s'arruga ni s'encongeix.